# Карабеков, Карабек Исмаил оглы
Карабек Исмаил оглы Карабеков (азерб. Qara bəy İsmayıl ağa oğlu Qarabəyov; 1874, село Юхары Айыплы, Елизаветпольская губерния — 1953, Самарканд, Узбекская ССР) — азербайджанский тюрколог, врач, журналист, общественный деятель, политический деятель Азербайджанской Демократической Республики.

## Биография
Карабек Исмаил оглы Карабеков родился в селе Юхары Айыплы Дзегамского участка Елизаветпольской губернии Российской империи (ныне село Шиштепе Шамкирского района Азербайджана), в семье Исмаил-бека Карабекова и Шейды-ханум, урождённой Зулькадаровой. Окончил Тифлисскую гимназию, затем учился в Московском и Юрьевском (Дерптском) университетах. В Москве получил медицинское образование. Получив диплом врача, работал с 1900 года в Бакинской городской русско-мусульманской школе. 
После революции 1905 года занимался на территории Азербайджана просветительской деятельностью, печатал научно-популярные, литературно-критические и публицистический статьи в газетах «Икбал», «Каспий», «Прогресс» и др. В 1905 году Карабеков был одним из организаторов нелегальной партии «Дифаи» («Защита»). Выступал с публицистическими, литературно-критическими статьями в периодических изданиях на русском и азербайджанском языках. В 1911—1912 годах редактировал еженедельник «Хакк йолу» («Путь правды»).
С 1911 по 1914 год жил в Турции, в Стамбуле. Карабеков является автором «Полного тюркско-русского словаря» в трёх томах, издание которого не было завершено. 
С 1914 по 1916 год Карабек Карабеков служил военным врачом в действующей армии, в мусульманской дивизии, сражавшейся на фронтах Первой мировой войны. В октябре 1917 года Карабеков был одним из основателей партии «Иттихад». Был членом парламента Азербайджанской Демократической Республики, председателем фракции «Иттихад» в 1918—1920 годах. Входил в состав Бакинской городской управы. 
После падения АДР в результате ввода в страну Красной Армии, Карабеков был арестован и заключён в Соловецкий концлагерь. В 1921 году вышел на свободу после прошения на имя Ленина об амнистии. После Октябрьской революции Карабеков служил в медицинских учреждениях Москвы и различных городов Средней Азии. Работал врачом в Кремлёвской больнице, в лечебных учреждениях ОГПУ. В 1928—1931 был руководителем группы переводчиков в аппарате ВЦИК СССР. В 1931 году переехал в Самарканд, где работал директором туберкулёзного санатория. Был арестован 20 января 1937 года. 17 июня того же года Военной коллегией Верховного суда СССР приговорён к десяти годам исправительно-трудового лагеря (ст. 66 ч. 1 и 69 УК УзбССР). Позже был освобождён. В последние годы участвовал в культурной жизни азербайджанцев Самарканда. Умер в Самарканде в 1953 году.

## Семья
Был женат на Масуме-ханум, дочери Рзакули-бека, из семьи бакинских дворян-нефтепромышленников Ашурбековых. У них было трое детей: дочери Тамара и Рейханат и сын Музаффар (1910—1917), умерший от сибирской язвы.